# Wisdom (filme)
Wisdom (br/pt: Heróis ou Vilões) é um filme dos gêneros romance e crime escrito, dirigido e estrelado por Emilio Estevez que faz sua estreia na direção. O filme também é estrelado por Demi Moore, Tom Skerritt e Veronica Cartwright.

## Elenco
- Emilio Estevez ... John Wisdom
- Demi Moore ... Karen Simmons
- Tom Skerritt ... Lloyd Wisdom
- Veronica Cartwright ... Samantha Wisdom
- William Allen Young ... Agente Williamson
- Richard Minchenberg ... Agente Cooper
- Ernie Brown ... Bill, gerente do hotel
- Charlie Sheen